# Ruth Drexel
Ruth Drexel, född 14 juli 1930, död 26 februari 2009 i Vilshofen, var en tysk skådespelare, regissör och direktör för Tiroler Volksschauspiele i Telfs.
Utbildad vid Otto-Falckenberg-Schule i München erhöll hon snart sitt första engagemang hos Münchner Kammerspiele. Den renommerade teaterskådespelerskan tillhörde 1957/1958 Bertolt Brechts berömda Berliner Ensemble. Andra stationer på hennes karriär var Schaubühne am Halleschen Ufer i Berlin, Wuppertaler Bühnen, Staatstheater Stuttgart, Staatstheater Darmstadt, Düsseldorfer Schauspielhaus och från och med 1976 Bayerische Staatsschauspiel.
1949 spelade hon för första gången i en film (Heimliches Rendezvous). 1974 spelade hon i serien Münchner Geschichten av Helmut Dietl rollen som värdinnan Ruth Hillermeier, Susi's mamma, huvudpersonen Karl "Tscharlie" Häusler (Günther Maria Halmer)'s flickvän. Sen 1995 medverkar hon som Resi Berghammer i Sat.1- och ORF-serien Der Bulle von Tölz, där hon spelar mamman till den av Ottfried Fischer spelade Bullen (Kommissar).
Förutom sin aktiviteter som skådespelerska var hon från 1988 till 1998 och från 1999 till 2002 intendent och direktör för Münchner Volkstheater, där hon med sin "bissig-kritischen Volkstheater (bitande-kritiska folksteater)" rönte stora framgångar. Redan 1981 var hon som första kvinna regissör vid Bayerischen Staatsschauspiel (Nestroys "Talisman"). Dessutom var hon en av grundarna 1980 av Tiroler Volksschauspiele in Telfs, och inscenerar där sen 1981. 
Hon var tillsammans med skådespelaren Hans Brenner som dog 1998.